# Teorema de Burlet
O teorema de Burlet é um resultado na geometria euclidiana, que pode ser formulado da seguinte maneira:
O Teorema de Burlet nos dá a área em função dos segmentos em que o círculo interno divide um lado e meio do ângulo oposto.
Uma prova formal do teorema é assim demonstrada:

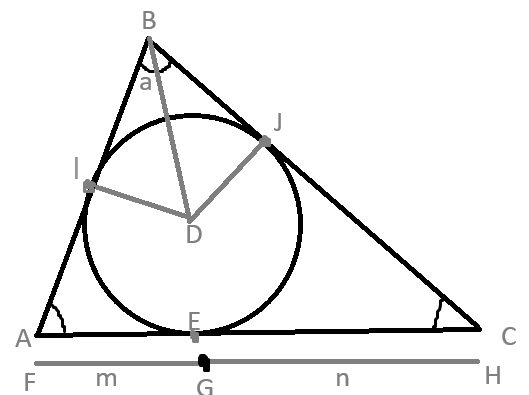

{\displaystyle S=cotg({\frac {a}{2}})\times m\times n}
{\displaystyle S_{abc}=m\times n\times cotg({\frac {a}{2}})}
Seja {\displaystyle DI=DJ=r} sabemos que {\displaystyle DiC={\pi  \over 2}} e que {\displaystyle IbD={a \over 2}} pois {\displaystyle D} é incentro.
Note que {\displaystyle BI=BJ} usando um pouco de trigonometria temos:
{\displaystyle {\frac {r}{BI}}=tg({\frac {a}{2}})}
{\displaystyle BI=BJ=r\times cotg({\frac {a}{2}})}
Note também que o perímetro desse triangulo é {\displaystyle 2p=2BI+2AE+2JC} tal que
{\displaystyle p=BI+AE+JC}
{\displaystyle p=m+n+r\times cotg({\frac {a}{2}})}
Pelo teorema da circunferência inscrita temos:
{\displaystyle r\times cotg({\frac {a}{2}})=p-AC}
{\displaystyle m=p-BC}
{\displaystyle n=p-AB}
Sabemos que {\displaystyle S=pr} e que {\displaystyle S={\sqrt {p(p-AB)(p-BC)(p-AC)}}}
Substituindo os valores na primeira segunda equação:
{\displaystyle S={\sqrt {p(p-AB)(p-BC)(p-AC)}}}
{\displaystyle S={\sqrt {p(r\times cotg({\frac {a}{2}})\times m\times n}})}
Elevando ao quadrado
{\displaystyle S^{2}=pr\times cotg({\frac {a}{2}})\times m\times n} repare que {\displaystyle S=pr}
{\displaystyle S^{2}=S\times cotg({\frac {a}{2}})\times m\times n}
assim, {\displaystyle S=cotg({\frac {a}{2}})*m*n}
CASO ESPECIAL se {\displaystyle a={\pi  \over 2}}, {\displaystyle S=mn}